# Kaempferia grandifolia
Kaempferia grandifolia là một loài thực vật có hoa trong họ Gừng. Loài này được Saensouk & Jenjitt. mô tả khoa học đầu tiên năm 2001.